# Phaeoblastophora peckii
Phaeoblastophora peckii är en svampart som först beskrevs av Sacc. & P. Syd., och fick sitt nu gällande namn av Partr. & Morgan-Jones 2002. Phaeoblastophora peckii ingår i släktet Phaeoblastophora, divisionen sporsäcksvampar och riket svampar.   Inga underarter finns listade i Catalogue of Life.